# Антонівка звичайна
Анто́нівка звича́йна (лат. Antonovka) — стародавній сорт яблук російського походження.
Дерево досягає великих розмірів, утворює добре розвинену кулясту крону.
Яблука зеленувато-жовті, великі (до 250 г), округлоциліндричні або трохи конічні, з широкими ребрами, ароматні; м'якуш білий, соковитий, винно-кислосолодкий. Зелені плоди (до стиглості) дуже кислі. При повному достиганні кислість значно зменшується.
Найбільше поширена антонівка звичайна в середній смузі Росії, де вона виступає як типовий зимовий сорт. В Україні антонівку звичайну вирощують як осінній, а в Середній Азії — як літній сорт.
В Україні антонівка звичайна починає плодоносити з 5—6-го року. Плоди достигають у вересні (2-га декада).
Урожайність одного дерева 2—3 центнер.
Середня вага плодів 100—150 г. Свіжі плоди зберігаються протягом 4—6 місяців.

## Походження

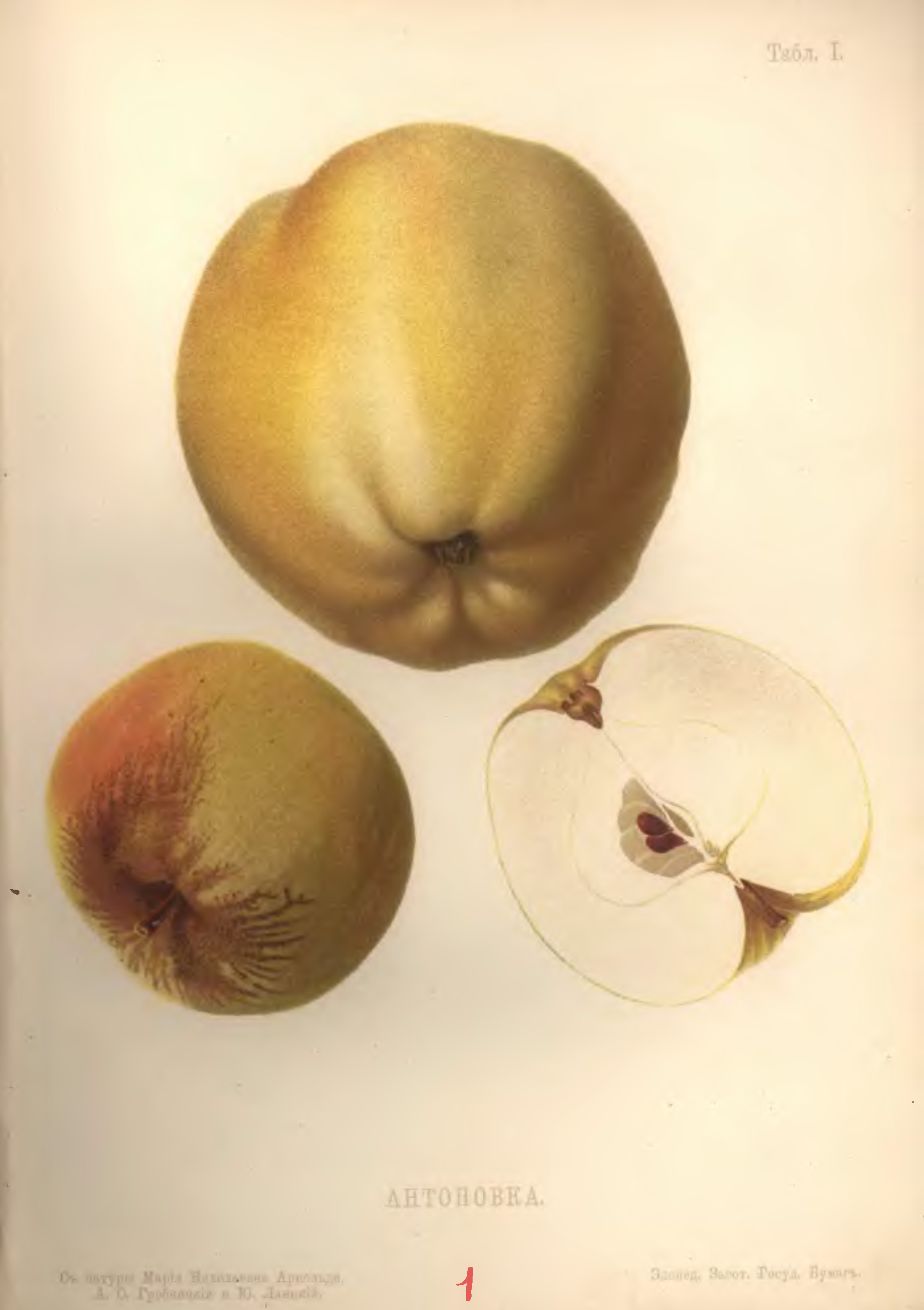
Антонівка. «Атлас плодів» під редакцією Адама Гребницький, 1906

Старовинний середньоросійський сорт. Можливо, є спонтанним гібридом культурного сорту з місцевою дикорослою яблунею лісовою (Malus sylvestris). Почав поширюватися з Курської губернії в XIX столітті. Вперше описаний Н. І. Красноглазовим в 1848 році в «Правилах плодоводства в открытом грунте, оранжереях, теплицах и т. д.».
У XXI столітті антонівку прийнято вважати сортотипом, що об'єднує ряд споріднених сортів.
А. С. Гребницький в книзі «Атлас плодів» (1906 р.) пише: «Місце походження антонівки точно невідомо; розводиться ж вона з дуже давніх часів, і всі помологи, що описували її, визнають за сорт російського походження». При цьому ні в одному з чотирьох реєстрів А. Т. Болотова, що містять назви 661 сорту яблук і груш, антонівка не згадується.
Налічується понад 20 різних мутацій антонівки.
У закордонних джерелах антонівка іноді розглядається як сорт дикорослих видів яблунь:
- Malus pumila  'Antonovka'[4]
- Malus robusta  'Antonovka'[5]
- Malus sylvestris  'Antonovka'[6].

## Характеристика сортотипу
Дерево сильноросле. Крона неправильно округлої форми, піднесена, з віком розлога. Пагони вирізняються вираженою колінчастістю. Сорт частково самоплідний. Скороплідність низька. Плодоношення починається на шостий - сьомий рік, при гарному догляді регулярне, до 328 кг з 20-річного дерева.
Плоди середнього розміру, 120-150 г, максимум 300 г. Форма мінлива від плоско-округлої до овально-конічної, іноді циліндрична. Поверхня гранована або широко ребриста.
Воронка глибока, середньої ширини, сильно оржавлена.
Блюдце глибоке, просторе, складчасте.
Плодоніжка товста, коротка.

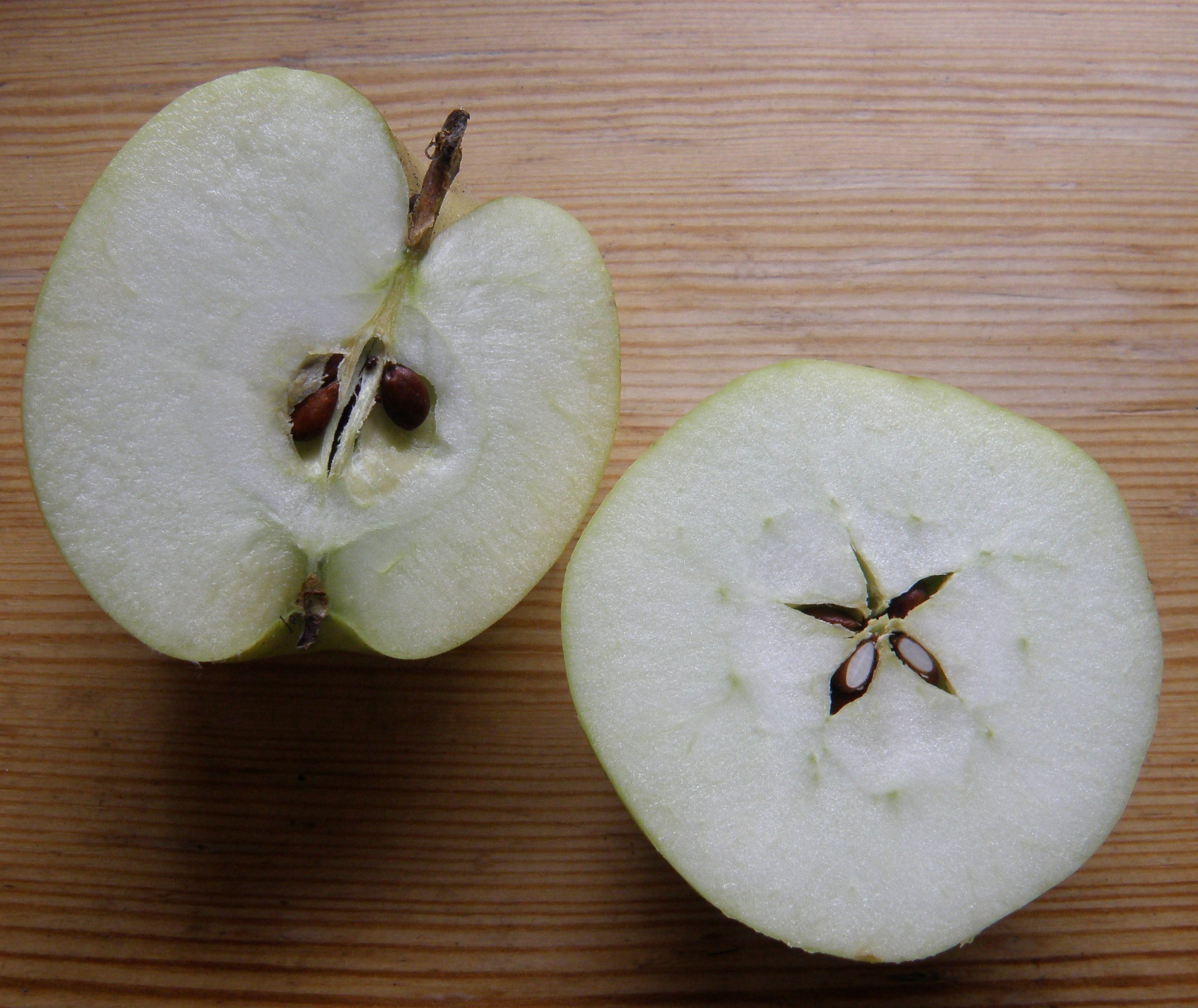
Антонівка

Шкірочка слабо масляниста, блискуча, з характерним сильним ароматом. Основне забарвлення зеленувато-жовте, при зберіганні солом'яно-жовте. Покривне забарвлення відсутнє, іноді слабке рожеве або цегляне, а також у вигляді золотистої засмаги. Підшкірні точки численні, великі, білі, добре помітні.
М'якоть злегка жовтувата, соковита, середньої щільності, зерниста. Смак добрий, з деяким надлишком кислоти та своєрідним ароматом. Плоди відрізняються підвищеним вмістом вітаміну С (14 мг %).

У північних областях плоди Антонівки зберігаються в холодильнику до січня. В умовах провітрюваних підвалів у соломі можуть зберігатися значно довше, зберігаючи свої смакові якості.
Л. П. Симиренко зазначав: "Плоди Антонівки північного походження прекрасно зберігаються в лежанні, і, наприклад, у Москві вони бувають у торгівлі навіть у травні. Але чим далі на південь, тим більше вона втрачає властивості лежкого зимового сорту і перетворюється на неміцне осіннє яблуко". 
У Тунісі плоди Антонівки дозрівають уже 10 липня.
Переваги сорту: зимостійкість відносно висока. Морозостійкий, цвітіння пізнє. Урожайність висока, але не регулярна. Придатний для різних видів переробки: мочіння, приготування компотів, повидла, пастили, мармеладу, соків, джему тощо. До цінних якостей Антонівки належить формування однотипних вирівняних сіянців, які широко використовуються як підщепа (сильноросла, зимостійка, добре сумісна з багатьма сортами).
Недоліки: низька скороплідність (плодоношення з п'яти - восьми років, більш-менш значні врожаї з десяти років), уражається паршею, плодожеркою. Згідно з іншим джерелом, до парші порівняно стійкий. Смакові якості та розмір плодів залежать від клонів і погодних умов року.

## Використання в селекції
До теперішнього часу за участю антонівки звичайної створено кілька десятків сортів: Богатир, Білоруське Малинове, Московське зимове, Орловська Гірлянда, Білоруський Сінап, Веньяміновское, Вишневе, Дружнє та інші.

## Курська антонівка — символ Курської області
Курська антонівка — символ Курської області.